# Lusowo (Pniewo)
Lusowo (niem. Lüssow) – przysiółek wsi Pniewo, w Polsce, w województwie zachodniopomorskim, w powiecie gryfickim, w gminie Płoty. Lusowo jest przysiółkiem wsi Pniewo.
Przy zachodniej części przysiółka znajduje się jezioro Natolewice.
W 1874 roku Lüssow był kolonią na ziemie Pinnow A i C.
Na początku lat 1930. Lüssow był położony w gminie Pinnow, należącej do powiau Regenwalde prowincji Pomorze.
W latach 1975–1998 miejscowość administracyjnie należała do województwa szczecińskiego.